# Punta La Marmora
Pour les articles homonymes, voir La Marmora.
Le Punta La Marmora (en sarde : Perdas Caprias) est un sommet du massif du Gennargentu, dans la Barbagia en Sardaigne, Italie. Il est situé dans la province de Nuoro, entre les communes de Desulo et Arzana.
Avec une altitude de 1 834 m, il s'agit du point culminant de l'île. Il porte le nom du géographe piémontais Alberto La Marmora.